# Peter Heinrich Windhausen

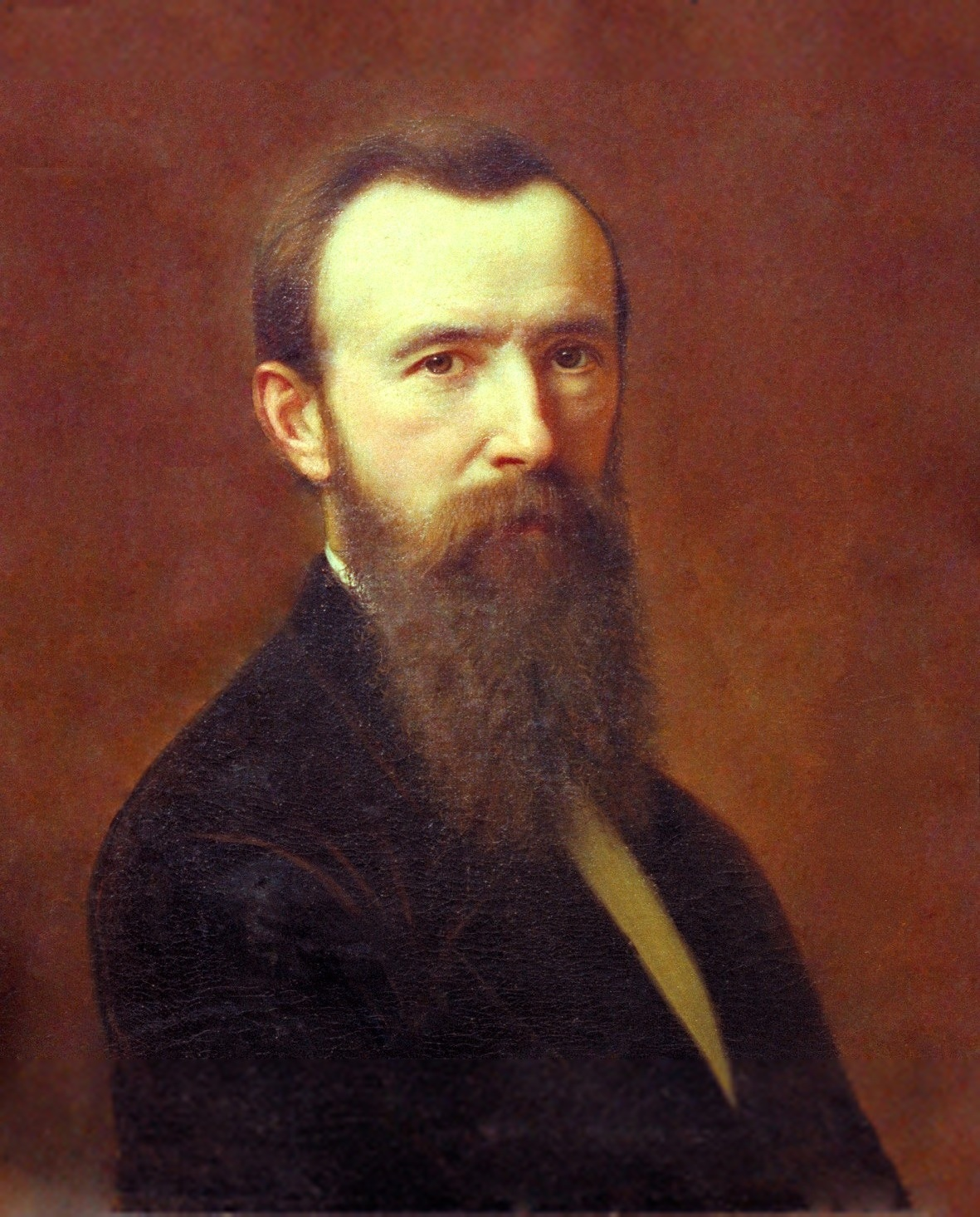
Selbstporträt, 1871

Peter Heinrich Windhausen, auch Heinrich Windhausen (* 27. September 1832 in Burgwaldniel, Kreis Kempen; † 22. Januar 1903 in Roermond, Provinz Limburg), war ein deutscher Porträt- und religiöser Historienmaler der Düsseldorfer Schule.

## Leben

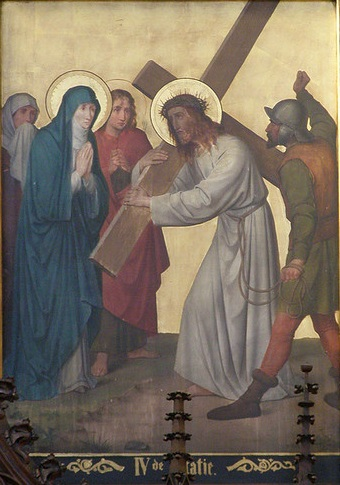
Kreuzwegstation Jesus trifft seine trauernde Mutter, 1898, Kapel in 't Zand, Roermond

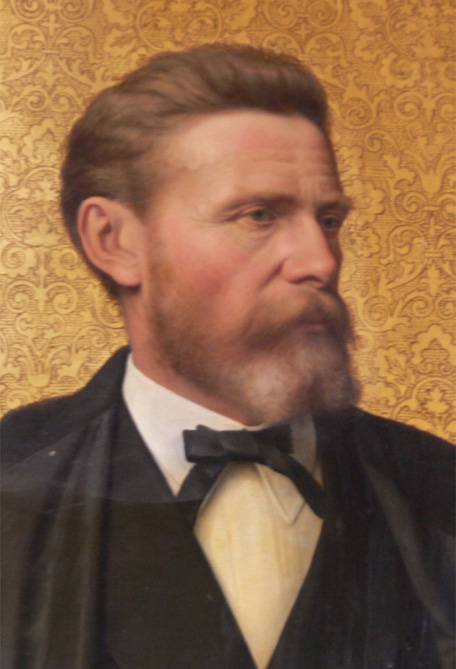
Bildnis des Maastrichter Unternehmers Eugène Bernard Hubert Regout (1831–1908), um 1870

Als junger Autodidakt tat sich Windhausen ab 1860 mit religiösen Wandmalereien im Pfarrhaus von Waldniel hervor. Als Schüler der Elementarklasse von Andreas Müller an der Kunstakademie Düsseldorf erhielt er am 5. April 1865 ein Malerdiplom, das ihm „unverkennbare Anlagen zur Malerkunst“ attestierte. Nach seinem Studium schuf er 1867/1868 acht Bilder für die katholische Pfarrkirche St. Clemens in Süchteln, 1870–1872 acht Bilder (Kreuzweg) für die katholische Pfarrkirche St. Anna in Schaag.
1873 heiratete er Maria Susanna Aretz (1833–1894) und ließ sich in Roermond nieder, wo er ein Atelier für Porträtmalerei und religiöse Kunst eröffnete. Enge geschäftliche und künstlerische Beziehungen unterhielt er dort zu dem niederländischen Kirchenarchitekten Pierre Cuypers und dem Roermonder Textilunternehmer François Charles Stoltzenberg (1805–1875) und deren Atelier für christliche Bildhauerkunst. Stoltzenberg hatte ihn 1873 überzeugt, mit seiner Familie nach Roermond zu emigrieren.
In der Mitte der 1880er Jahre spezialisierte er sich auf Kreuzweg-Darstellungen. So schuf er solche für die Kirche St. Willibrordus in Deurne (1886), die Johannes-der Täufer-Kirche in Lage Zwaluwe (1887), die Kapelle (Kapel in ’t Zand) des Bischöflichen Kollegs in Roermond (1888–1894) und die Herz-Jesu-Kirche in Bosschenhoofd (1891). Beim Kreuzweg der Christoffelkathedraal in Roermond (1890/1891) gingen ihm zwei seiner sechs Söhne zur Hand, die Maler Albin Windhausen (1863–1946) und Paul Windhausen (1871–1944), ebenfalls beim Kreuzweg von St. Michael in Waldniel (1889/1890). Der älteste Sohn, Heinrich Windhausen (1857–1920), wurde ein Porträt- und Genremaler. Der zweitjüngste Sohn, Joseph Windhausen (1865–1936), wurde katholischer Priester und entwarf mit dem Bildschnitzer Ferdinand Langenberg Altäre. Der jüngste Sohn, Peter Carl Windhausen (1873–1935), wurde ebenfalls ein katholischer Geistlicher.